# Tricyrtis macrantha
 (février 2025).
Espèce

Détail de la fleur.

Tricyrtis macrantha est une espèce de plantes à fleurs de la famille des Liliaceae. Elle est originaire de la préfecture de Kōchi, sur l'île de Shikoku au Japon. C'est une espèce rustique vivace qui préfère l'ombre partielle à complète et un sol humide en permanence.

## Description
Tricyrtis macrantha forme de larges touffes grâce à ses rhizomes. Ses fleurs font penser aux lys ou aux orchidées. Ses feuilles sont larges, oblancéolées vert brillant. Cette plante se distingue de T. ishiiana var. surugensis et de T. macranthopsis par des feuilles plus larges et moins longues. Ses tiges arquées portent des grappes de fleurs tubulaires jaune vif aux cœurs mouchetés de brun rouge.
Cette plante atteint normalement 60 cm de haut, mais dans les jardins ses tiges et ses fleurs peuvent s'étendre au maximum, soit sur environ 100 cm,.

## Systématique
Le nom correct complet (avec auteur) de ce taxon est Tricyrtis macrantha Maxim..
Tricyrtis macrantha a pour synonyme :
- Brachycyrtis macrantha (Maxim.) Koidz.

### Étymologie
Le nom générique Tricyrtis dérive de la combinaison en grec ancien de τρεῖς (treĩs), « trois », κυρτός (kurtos), « courbé, convexe, bossu », car le base des tépales extérieurs sont renflés en poches nectarifères.
Son épithète spécifique, macrantha, dérive du grec ancien μακρός (makrós), grand et ἄκανθα (ákantha), « épine ».